# Ingouville
Ingouville est une commune française située dans le département de la Seine-Maritime en région Normandie.
Elle est parfois encore dénommée Ingouville-sur-Mer pour éviter toute confusion avec l'ancienne commune d'Ingouville, devenue faubourg du Havre en 1853.

## Géographie
La commune a une forme très allongée et perpendiculaire à la mer qu'elle surplombe sur 800 mètres au lieudit le Tot.
|                         | Manche     | Saint-Valery-en-Caux |
| Saint-Sylvain           | Ingouville |                      |
| Saint-Riquier-ès-Plains |            | Néville              |

### Hydrographie
La commune est située dans le bassin Seine-Normandie. Elle n'est drainée par aucun cours d'eau,.

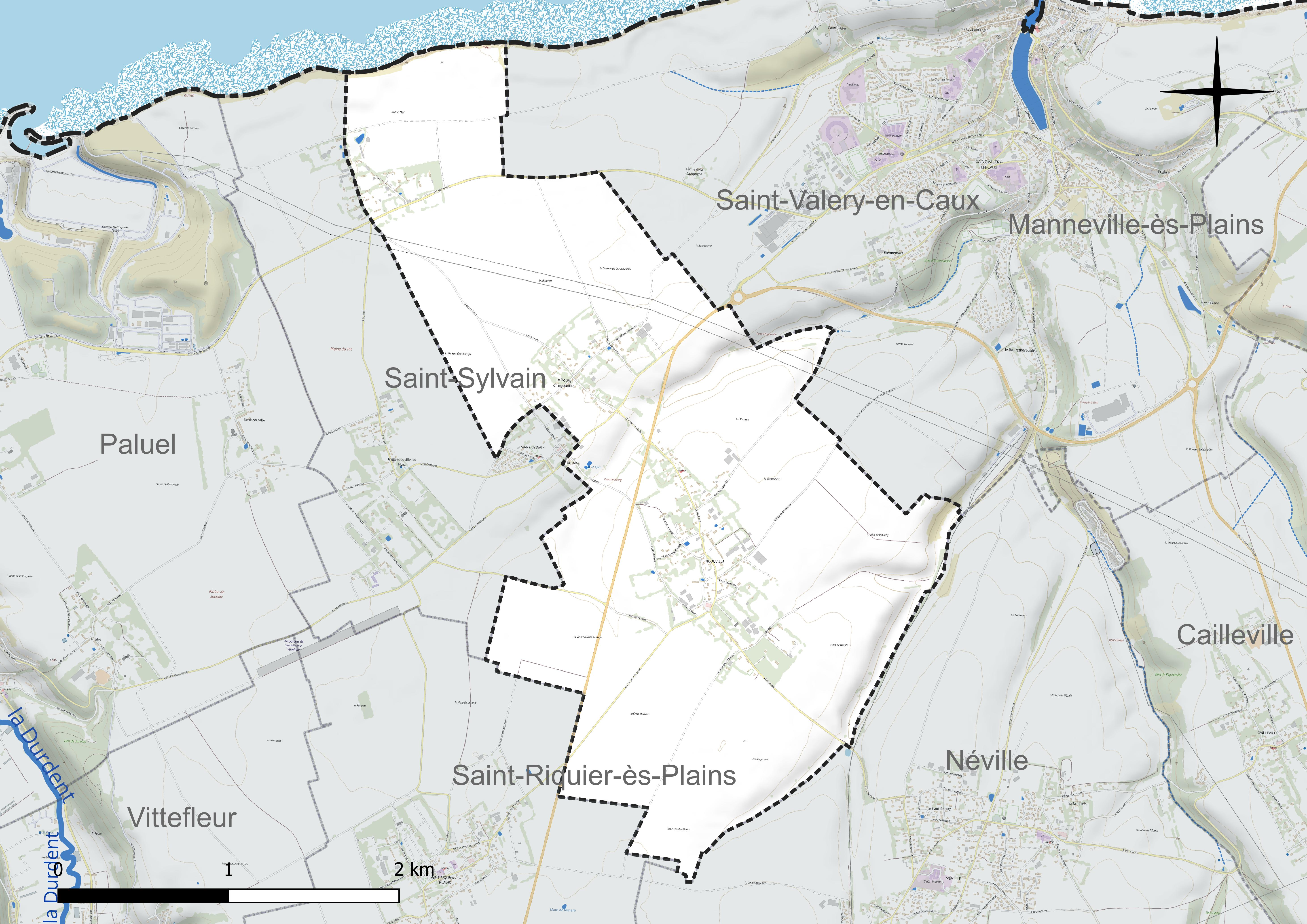
Réseau hydrographique d'Ingouville.

### Climat
Pour des articles plus généraux, voir Climat de la Normandie et Climat de la Seine-Maritime.
En 2010, le climat de la commune est de type climat océanique franc, selon une étude du CNRS s'appuyant sur une série de données couvrant la période 1971-2000. En 2020, Météo-France publie une typologie des climats de la France métropolitaine dans laquelle la commune est exposée à un climat océanique et est dans la région climatique Côtes de la Manche orientale, caractérisée par un faible ensoleillement (1 550 h/an) ; forte humidité de l’air (plus de 20 h/jour avec humidité relative > 80 % en hiver), vents forts fréquents. Parallèlement le GIEC normand, un groupe régional d’experts sur le climat, différencie quant à lui, dans une étude de 2020, trois grands types de climats pour la région Normandie, nuancés à une échelle plus fine par les facteurs géographiques locaux. La commune est, selon ce zonage, exposée à un « climat maritime », correspondant au Pays de Caux, frais, humide et pluvieux, légèrement plus frais que dans le Cotentin.
Pour la période 1971-2000, la température annuelle moyenne est de 10,6 °C, avec une amplitude thermique annuelle de 12,7 °C. Le cumul annuel moyen de précipitations est de 896 mm, avec 13,1 jours de précipitations en janvier et 8,9 jours en juillet. Pour la période 1991-2020, la température moyenne annuelle observée sur la station météorologique la plus proche, située sur la commune d'Ectot-lès-Baons à 24 km à vol d'oiseau, est de 10,8 °C et le cumul annuel moyen de précipitations est de 905,5 mm,. Pour l'avenir, les paramètres climatiques de la commune estimés pour 2050 selon différents scénarios d'émission de gaz à effet de serre sont consultables sur un site dédié publié par Météo-France en novembre 2022.

## Urbanisme

### Typologie
Au 1er janvier 2024, Ingouville est catégorisée commune rurale à habitat dispersé, selon la nouvelle grille communale de densité à sept niveaux définie par l'Insee en 2022.
Elle est située hors unité urbaine. Par ailleurs la commune fait partie de l'aire d'attraction de Saint-Valery-en-Caux, dont elle est une commune de la couronne,. Cette aire, qui regroupe 17 communes, est catégorisée dans les aires de moins de 50 000 habitants,.
La commune, bordée par la Manche, est également une commune littorale au sens de la loi du 3 janvier 1986, dite loi littoral. Des dispositions spécifiques d’urbanisme s’y appliquent dès lors afin de préserver les espaces naturels, les sites, les paysages et l’équilibre écologique du littoral, tel le principe d'inconstructibilité, en dehors des espaces urbanisés, sur la bande littorale des 100 mètres, ou plus si le plan local d’urbanisme le prévoit.

### Occupation des sols
L'occupation des sols de la commune, telle qu'elle ressort de la base de données européenne d’occupation biophysique des sols Corine Land Cover (CLC), est marquée par l'importance des territoires agricoles (87,1 % en 2018), une proportion sensiblement équivalente à celle de 1990 (87,4 %). La répartition détaillée en 2018 est la suivante : 
terres arables (76,1 %), zones urbanisées (12,1 %), prairies (11 %), zones humides côtières (0,8 %). L'évolution de l’occupation des sols de la commune et de ses infrastructures peut être observée sur les différentes représentations cartographiques du territoire : la carte de Cassini (XVIIIe siècle), la carte d'état-major (1820-1866) et les cartes ou photos aériennes de l'IGN pour la période actuelle (1950 à aujourd'hui).

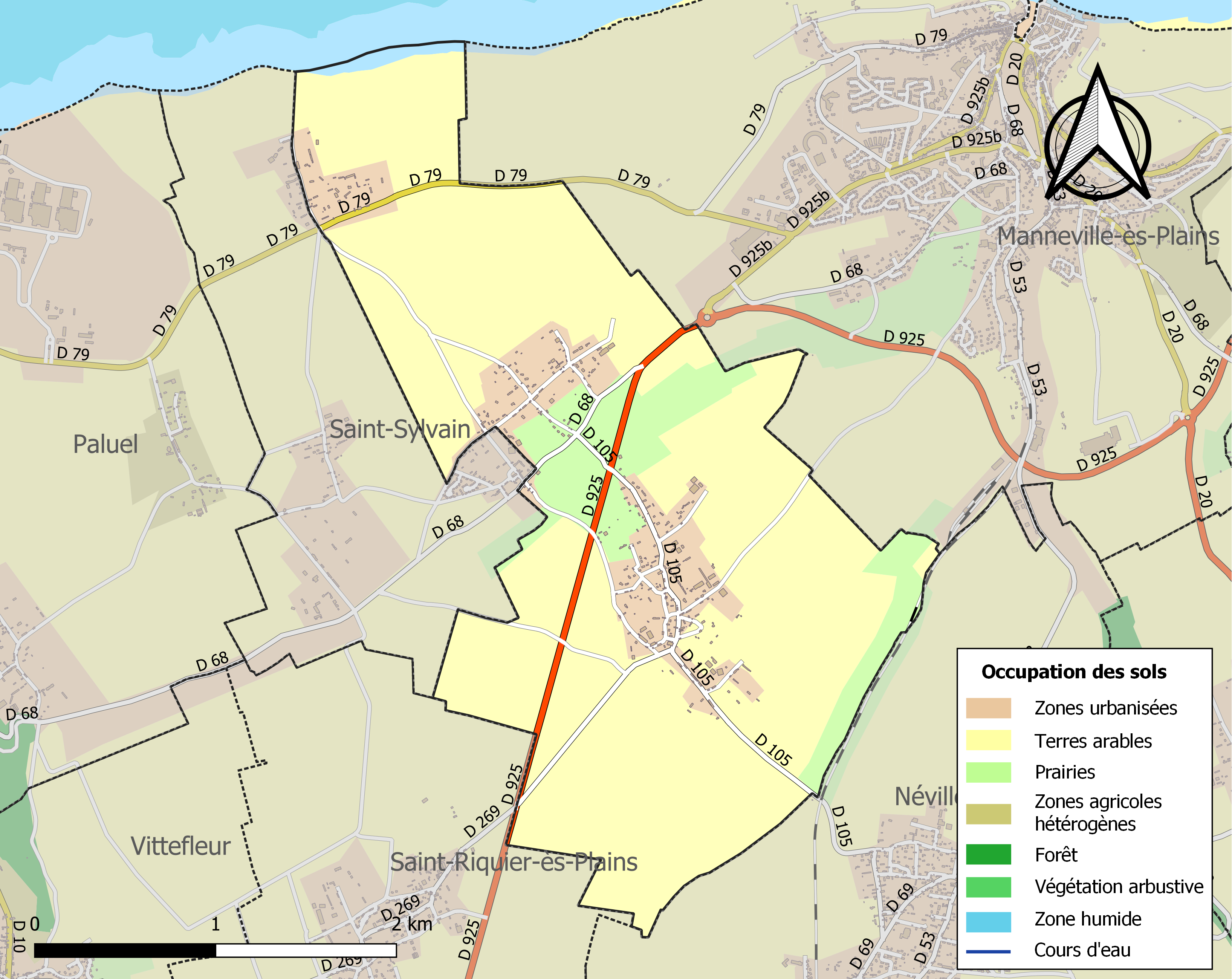
Carte des infrastructures et de l'occupation des sols de la commune en 2018 (CLC).

## Toponymie
Ingouville est mentionné dès 990 sous la forme Ingulfi villam. Il s'agit d'une formation toponymique médiévale en -ville au sens ancien de « domaine rural » précédé de l'anthroponyme norrois Ingulfr ou Ingólfr (variante du vieux danois Ingulf) et qui se perpétue dans les noms de familles normands Ygout (pays de Caux), Igout (Haute-Normandie) et Ingouf (Cotentin). Puis on trouve la mention d'Ingouville-ès-Plains jusqu'à la fin XIXe siècle.

## Histoire
C'est lors d'une promenade à Ingouville que Victor Hugo a été inspiré pour ces vers des Contemplations :
« Vous qui pleurez, venez à ce Dieu car il pleure.

Vous qui souffrez, venez à lui car il guérit.

Vous qui tremblez, venez à lui car il sourit.

Vous qui passez, venez à lui car il demeure. »

## Politique et administration
| Période                                  | Période                    | Identité          | Étiquette | Qualité                                                                               |
| ---------------------------------------- | -------------------------- | ----------------- | --------- | ------------------------------------------------------------------------------------- |
| Les données manquantes sont à compléter. |                            |                   |           |                                                                                       |
|                                          |                            | Jean Chevallier   |           | Décédé en 1998                                                                        |
| Les données manquantes sont à compléter. |                            |                   |           |                                                                                       |
| 1995                                     | 2014                       | Jean-Marie Ridel  |           |                                                                                       |
| 2014                                     | En cours (au 10 août 2020) | Jean-Claude Duboc |           | Vice-président de la CC de la Côte d'Albâtre (2014 → ) Réélu pour le mandat 2020-2026 |

## Population et société

### Démographie
L'évolution du nombre d'habitants est connue à travers les recensements de la population effectués dans la commune depuis 1793. Pour les communes de moins de 10 000 habitants, une enquête de recensement portant sur toute la population est réalisée tous les cinq ans, les populations de référence des années intermédiaires étant quant à elles estimées par interpolation ou extrapolation. Pour la commune, le premier recensement exhaustif entrant dans le cadre du nouveau dispositif a été réalisé en 2006.

En 2022, la commune comptait 277 habitants, en évolution de +3,36 % par rapport à 2016 (Seine-Maritime : +0,35 %, France hors Mayotte : +2,11 %).
| 1793 | 1800 | 1806 | 1821 | 1831 | 1836 | 1841 | 1846 | 1851 |
| ---- | ---- | ---- | ---- | ---- | ---- | ---- | ---- | ---- |
| 980  | 955  | 950  | 915  | 920  | 959  | 967  | 978  | 900  |

| 1856 | 1861 | 1866 | 1872 | 1876 | 1881 | 1886 | 1891 | 1896 |
| ---- | ---- | ---- | ---- | ---- | ---- | ---- | ---- | ---- |
| 888  | 904  | 901  | 837  | 808  | 651  | 606  | 619  | 605  |

| 1901 | 1906 | 1911 | 1921 | 1926 | 1931 | 1936 | 1946 | 1954 |
| ---- | ---- | ---- | ---- | ---- | ---- | ---- | ---- | ---- |
| 607  | 594  | 507  | 387  | 385  | 394  | 410  | 359  | 376  |

| 1962 | 1968 | 1975 | 1982 | 1990 | 1999 | 2006 | 2011 | 2016 |
| ---- | ---- | ---- | ---- | ---- | ---- | ---- | ---- | ---- |
| 349  | 301  | 225  | 221  | 266  | 261  | 268  | 240  | 268  |

| 2021 | 2022 | - | - | - | - | - | - | - |
| ---- | ---- | - | - | - | - | - | - | - |
| 276  | 277  | - | - | - | - | - | - | - |

### Cultes
Ce petit village fait partie de la paroisse de Saint-Valery Plains et Grès.

## Culture locale et patrimoine

### Lieux et monuments

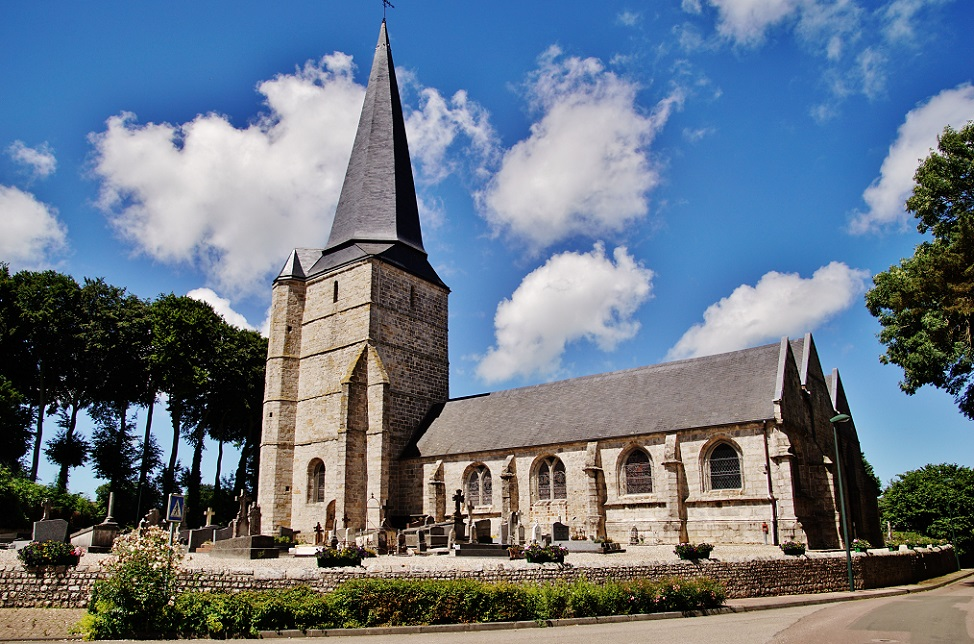
L'église paroissiale Notre-Dame.

Manoir des Carreaux (situé au Tôt)
- Église Notre-Dame.

### Héraldique
| Armes de Ingouville | Les armes de la commune de Ingouville se blasonnent ainsi : D'azur au chevron d'argent chargé d'une fleur de lin du champ boutonnée du second, accompagné en chef d'une étoile rayonnante d'argent et d'une coquille renversée du même, et, en pointe, de trois étoiles mal ordonnées d'or. Création Denis Joulain. Adopté le 17 février 2012. |

### Personnalités liées à la commune
- Gabriel Monod, né en 1844 dans la commune